# Hyalolaena jaxartica
Hyalolaena jaxartica är en flockblommig växtart som beskrevs av Aleksandr Andrejevitj Bunge. Hyalolaena jaxartica ingår i släktet Hyalolaena och familjen flockblommiga växter. Inga underarter finns listade i Catalogue of Life.